# Bateria de granota
Una bateria de granota és una bateria electroquímica que consisteix en diverses granotes mortes (o de vegades vives), que formen les cel·les de la bateria connectades en sèrie. És un tipus de biobateria. Es va utilitzar en les primeres investigacions científiques de l'electricitat i en demostracions acadèmiques.

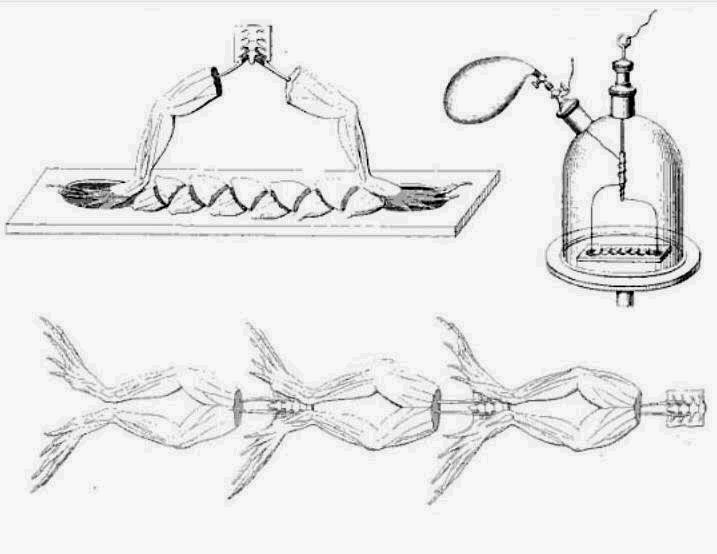
Bateria de granotes de Matteucci, 1845 (dalt a l'esquerra); bateria de granotes d'Aldini, 1818 (a baix); aparell per a l'exposició controlada de gasos a la bateria de granotes (dalt a la dreta).

El principi de la bateria és el potencial de lesió creat en un múscul quan es fa malbé, tot i que això no es va entendre completament als segles XVIII i XIX; el potencial es produeix incidentalment a causa de la dissecció dels músculs de la granota.
La bateria de granota és un exemple d'una classe de biobateries que es poden fabricar a partir de qualsevol nombre d'animals. El terme general per a un exemple d'aquesta classe és la pila muscular.
La primera bateria de granotes coneguda va ser creada per Carlo Matteucci el 1845, però n'hi havia hagut d'altres abans d'ell. Matteucci també va crear piles a partir d'altres animals, i Giovanni Aldini va crear una bateria a partir de caps de bou.

## Rerefons
En els primers temps de la investigació elèctrica, un mètode comú per detectar el corrent elèctric era mitjançant un galvanoscopi de pota de granota. L'investigador tenia a mà un bon subministrament de granotes vives a punt per preparar les potes per al galvanoscopi. Per tant, les granotes eren un material convenient per utilitzar en altres experiments. Eren petites, fàcils de manipular, les potes eren especialment sensibles al corrent elèctric i van continuar responent durant més temps que altres animals candidats per a aquest paper.

## Preparació

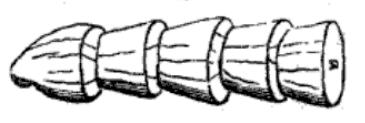
Mig cuixes de granota en sèrie

Era habitual utilitzar les cuixes de les granotes per a la construcció de la bateria. Primer es pelaven les potes de la granota, després es tallava la part inferior de la cama a l'articulació del genoll i es descartava. Danyar el múscul durant aquest procediment perjudicava els resultats. A continuació, es tallava el múscul de la cuixa en dos transversalment per produir dues mitges cuixes. Només es conservava la peça inferior, de forma cònica. Les mitges cuixes es col·locaven sobre un aïllant de fusta envernissada disposat de manera que la superfície interior d'una estigués en contacte amb la superfície exterior de la següent, amb els extrems cònics de la superfície exterior empesos a la cavitat de la superfície tallada. Els extrems de la pila es col·locaven en tasses d'aigua enfonsades a la fusta i formaven els terminals de la bateria.
La disposició de la superfície interior connectada a la superfície exterior es basava en la teoria incorrecta que hi havia un corrent elèctric als músculs que fluïa contínuament de l'interior cap a l'exterior. Ara se sap que les mitges cuixes tenien més èxit a l'hora de generar electricitat perquè havien patit la lesió més gran al múscul. Aquest efecte d'augment del potencial elèctric a causa d'una lesió es coneix com a potencial de demarcació o potencial de lesió.
També es podrien utilitzar altres construccions. Per exemple, es podrien utilitzar les potes posteriors completes amb els nervis ciàtics exposats, de manera que el nervi d'una granota es pogués connectar als peus de la següent. També es podrien utilitzar granotes senceres. Tot i que preparava els músculs de la cuixa requeria més temps, la majoria dels experimentadors preferien fer-ho, ja que donava millors resultats.

## Història

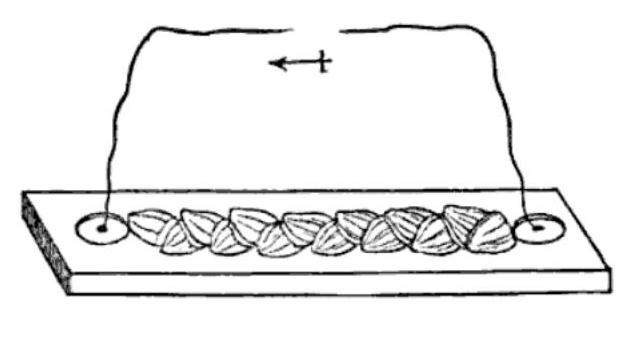
Diagrama d'Ocell d'una bateria de granotes, 1848

La primera bateria de granotes va ser construïda per Eusebio Valli a la dècada de 1790 amb una cadena de 10 granotes. Valli tenia dificultats per entendre tots els seus propis resultats; va seguir Luigi Galvani en creure que l'electricitat animal (o electricitat galvànica ) era un fenomen diferent de l'electricitat metall-metall (o electricitat voltaica), fins i tot negant-ne l'existència. La teoria d'Alessandro Volta es va demostrar correcta quan va aconseguir construir la pila voltaica sense utilitzar cap material animal. Com que Valli es va trobar al bàndol equivocat en aquesta disputa i es va negar a canviar la seva opinió malgrat les proves, el seu treball s'ha convertit en una mica enrere i la seva bateria de granotes és poc coneguda i mal documentada.

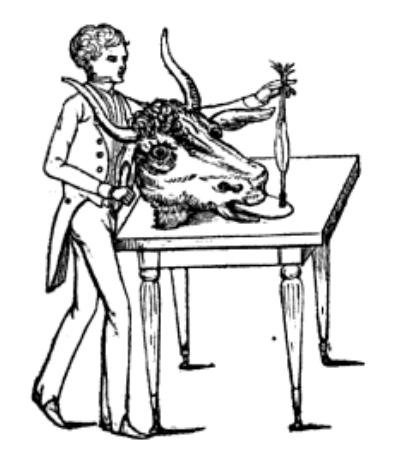
Bateria de cap de bou d'Aldini de 1803

Leopoldo Nobili va construir una bateria de granota el 1818 a partir de potes de granota completes, que va anomenar pila de granota. La va utilitzar per investigar l'electricitat animal, però els seus experiments van ser fortament criticats per Volta, que va argumentar que la veritable font d'electricitat eren els metalls diferents del circuit extern. Segons Volta, els fluids de la granota simplement proporcionaven l'electròlit.
La primera bateria de granotes coneguda va ser construïda per Carlo Matteucci, que va ser descrita en un article presentat a la Royal Society el 1845 per Michael Faraday en nom seu. Més tard també va aparèixer al popular llibre de text de física per a estudiants de medicina Elements of Natural Philosophy de Golding Bird. Matteucci va construir la seva bateria a partir d'una pila de 12 a 14 mitges cuixes de granotes. Malgrat la teoria equivocada darrere de la bateria de mitges cuixes, la bateria de granotes de Matteucci era prou potent per descompondre el iodur de potassi. Matteucci pretenia amb aquest aparell respondre a la crítica de Volta a Nobili construint un circuit, en la mesura del possible, completament de material biològic i, per tant, demostrar l'existència de l'electricitat animal. Matteucci també va estudiar els efectes que el buit, diversos gasos i verins tenien sobre la bateria de granotes, concloent que en molts casos el seu funcionament no es veia afectat, fins i tot quan la substància seria tòxica o letal per a l'animal viu.
Les granotes no van ser les úniques criatures que van ser obligades a servir com a components de bateria. El 1803, Giovanni Aldini va demostrar que es podia obtenir electricitat d'un cap de bou d'un animal acabat de matar. Un galvanoscopi de granota connectat entre la llengua i l'orella del bou va mostrar una reacció quan el circuit es va completar a través del propi cos de l'experimentador. Es va obtenir una reacció més gran quan Aldini va unir dos o tres caps junts en una bateria. Més tard, a la dècada de 1840, Matteucci també va crear bateries d'anguiles, bateries de coloms i bateries de conills. A més, va crear una bateria a partir de coloms vius connectant una ferida feta al pit d'un colom al cos del següent. Matteucci afirma que aquest disseny es basava en una bateria preexistent de granotes vives.